# Tolpia testacea
Tolpia testacea är en fjärilsart som beskrevs av Rothschild 1916. Tolpia testacea ingår i släktet Tolpia och familjen nattflyn. Inga underarter finns listade i Catalogue of Life.